# Spliceozom
Spliceozomul este o mașinărie moleculară care se află, în general, în nucleul organismelor  eucariote. Spliceozomul este compus din complexe de  proteine și ARN specific nuclear (snRNA în limba engleză). Spliceozomul elimină  intronii din pre-ARN-ul mesager transcris.
Acest proces de maturare al ARN-ului este în general numit splicing sau  matisare.

Doar organismele  eucariote au spliceozom, iar  animalele au și un spliceozom secundar numit spliceozom minor. 

## Părți componente
Fiecare spliceozom este compus din cinci ARN specific nucleare (snRNA), alături de alte proteine factor. Atunci când aceste molecule ARN specifice se combină cu  proteinele factor, ele formează un complex numit snRNP.
snRNA-urile se numesc U1, U2, U4, U5 și U6 și participă în diferite procese ARN-ARN și ARN-alte proteine. Partea ARN a snRNP este bogată în  uridină (  nucleozida analoagă nucleotidei uracil).
Asamblarea canonică al spliceozomului are loc pentru fiecare pre-ARN-ul mesager. Pre-ARN-ul mesager conține secvențe specifice care sunt recunoscute și utilizate în timpul asamblării spliceozomului. Aceste secvențe includ capătul 5', punctul de ramificare, tractul polipirimidinic și capătul 3'. Spiceozomul catalizează eliminarea intronilor și lipirea exonilor.
De obicei, intronii au o secvență de nucleotide GU la capătul 5' al splicingului, și o secvență AG la capătul 3' al splicingului. 
Un grup mai puțin întâlnit de snRNA, U11, U12, U4atac, U6atac împreună cu U5, formează părți ale spliceozomului minor, care fac splicing unei clase rare de introni, numite tipul U12 .Spliceozomul minor este localizat în nucleu,, deși există excepții de la această degulă.  

## Splicingul alternativ
Splicingul alternativ (recombinarea diferiților exoni) este o sursă de diversitate genetică la organismele eucariote. Splicingul alternativ ar putea fi o explicație pentru numărul relativ mic de gene din genomul uman. De-a lungul timpului oamenii de știință credeau că există aproximativ 100.000 de gene în genomul uman , dar în prezent, datorită Proiectului Genomului Uman, se știe că există de fapt doar aproximativ 20.000 de gene. În particular, o genă a Drosophila (gena Dscam) are 38.000 de variante, datorită splicingului.

## Descoperirea splicingului
În anul 1977, laboratoare lui Sharp și Roberts au descoperit că genele organismelor superioare sunt "tăiate" în diferite segmente de-a lungul unei molecule de ADN.
Phillip Sharp și Richard J. Roberts au primit Premiul Nobel pentru Medicină și Fiziologie în 1993 pentru descopedirea intronilor și a procesului de splicing. 